# Bob Black
Bob Black, född 4 januari 1951 i Detroit, Michigan, är en amerikansk anarkist, arbetskritiker och advokat som bland annat skrivit böckerna The Abolition of Work and Other Essays, Beneath the Underground, Friendly Fire, Anarchy After Leftism, och andra verk.